# تشارلز هكتور فرنانديز
تشارلز هكتور فرنانديز هو ناشط حقوق الإنسان ماليزي، ولد في 4 يوليو 1961 في تيميرلوه في ماليزيا.